# Liste de peintures de Pieter de Hooch
Cette page établit une liste des peintures de Pieter de Hooch. 

## Liste
| Tableau | Titre                                                                                | Date        | Dimensions                    | ID                | Musée                                                       | Place            |
| ------- | ------------------------------------------------------------------------------------ | ----------- | ----------------------------- | ----------------- | ----------------------------------------------------------- | ---------------- |
|         | Autoportrait                                                                         | 1648        | 32,5 × 34 cm                  | SK-A-181          | Rijksmuseum Amsterdam                                       | Amsterdam        |
|         | Le Joyeux Buveur                                                                     | 1650        | 50 × 42 cm                    | B33               | Gemäldegalerie                                              | Berlin           |
|         | Deux soldats, une servante et un joueur de trompette                                 | 1650–1655   | 76 × 66 cm                    |                   | Kunsthaus de Zurich                                         | Zurich           |
|         | Homme offrant un verre de vin à une femme                                            | 1650–1655   | 71 × 69 cm                    | 6316              | musée de l'Ermitage                                         | St. Petersburg   |
|         | Deux soldats avec une femme                                                          | 1650–1655   | 52 × 46 cm                    |                   | collection particulière                                     | inconnu          |
|         | La Délivrance de saint Pierre                                                        | 1650–1655   | 30,5 × 37,5 cm                |                   | collection particulière                                     | inconnu          |
|         | Un soldat qui fume                                                                   | 1650        | 34,7 × 27 cm                  | 499               | Philadelphia Museum of Art                                  | Philadelphia     |
|         | Femme dans un jardin                                                                 | 1651        | 69,5 × 59 cm                  |                   | Kunstmuseum                                                 | Basel            |
|         | Joueurs de tric-trac                                                                 | 1652–1655   | 45 × 33,5 cm                  | NGI.322           | National Gallery of Ireland                                 | Dublin           |
|         | Une servante et des joueurs de cartes dans une taverne                               | 1652–1655   | 42,7 × 33,5 cm                |                   | collection particulière                                     | inconnu          |
|         | Des soldats avec une servante dans une grange                                        | 1650s       | 54,8 × 69,1 cm                | 498               | Philadelphia Museum of Art                                  | Philadelphia     |
|         | Le Verre vide                                                                        | 1652        | 44 × 35 cm                    | 2499 (OK)         | musée Boijmans Van Beuningen                                | Rotterdam        |
|         | Des soldats avec une femme et un joueur de flûte                                     | 1650–1655   | 60 × 73 cm                    | 269               | Galerie Borghèse                                            | Rome             |
|         | Deux soldats avec une femme et un garçon dans une taverne                            | 1650–1655   | 49 × 50 cm                    |                   | collection particulière                                     | inconnu          |
|         | Intérieur avec l'agent de messager et jeune femme                                    | 1655        | 68 × 56 cm                    | 065005-000        | musée national d'art de Catalogne                           | Barcelona        |
|         | Soldat avec femme et joueurs de cartes dans une taverne                              | 1655        | 58 × 71 cm                    | WRM 2841          | Wallraf-Richartz Museum                                     | Cologne          |
|         | La Matinée d'un jeune homme                                                          | 1655–1657   | 40 × 53 cm                    | Ж-2621            | musée des beaux-arts Pouchkine                              | Moscow           |
|         | Un homme avec des oiseaux morts dans une étable                                      | 1655        | 53,5 × 49,7 cm                | NG3881            | National Gallery                                            | London           |
|         | Intérieur avec une femme et un enfant                                                | 1655–1656   | 59,7 × 47 cm                  |                   | collection particulière                                     | inconnu          |
|         | Femme avec rouet dans une cour                                                       | 1656        | 69,2 × 54 cm                  | RCIN 405331       | Royal Collection                                            | London           |
|         | Femme et enfant par une fenêtre, avec une femme de ménage balayant                   | 1655–1658   | 65 × 80 cm                    | 37                | Ranger's House                                              | London           |
|         | Intérieur avec la mère et de l'enfant et une femme de ménage balayant                | 1655–1657   | 43,2 × 38,3 cm                |                   | collection particulière                                     | inconnu          |
|         | Deux femmes et un enfant dans une cour                                               | 1657        | 68 × 57.5                     | 1949.27           | musée d'art de Toledo                                       | Toledo           |
|         | Arrière-cour d'une maison hollandaise                                                | 1657        | 60 × 49 cm                    | 1372              | musée du Louvre                                             | Paris            |
|         | Une femme et de l'enfant dans une cour                                               | 1657–1659   | 73,5 × 63 cm                  |                   | collection particulière                                     | inconnu          |
|         | Une femme et deux hommes sous une pergola                                            | 1657        | 43 × 36,5 cm                  | 1976.100.25       | Metropolitan Museum of Art                                  | New York City    |
|         | La Visite                                                                            | 1657        | 67,9 × 58,5 cm                | 29.100.7          | Metropolitan Museum of Art                                  | New York City    |
|         | Deux soldats jouant aux cartes et une fille                                          | 1657        | 50,5 × 45,7 cm                |                   | collection particulière ancienne collection E.G. Bührle     | inconnu          |
|         | Soldat payant une hôtesse dans une auberge                                           | 1658        | 71 × 63,5 cm                  |                   | Mount Stuart House                                          | Isle of Bute     |
|         | Femme, un enfant et un chien                                                         | 1658–1660   | 67,9 × 55,6 cm                | 61-44-37          | San Francisco De Young Museum                               | San Francisco    |
|         | Femme et enfant dans une cour                                                        | 1658–1660   | 73,5 × 66 cm                  | 1942.9.34         | National Gallery of Art                                     | Washington D.C.  |
|         | Les joueurs de golf                                                                  | 1658        | 63,5 × 45,7 cm                |                   | Polesden Lacey                                              | Surrey           |
|         | Une femme buvant avec deux hommes                                                    | 1658        | 73,7 × 64,6 cm                | NG834             | National Gallery                                            | London           |
|         | Joueurs de cartes dans une chambre ensoleillée                                       | 1658        | 76,2 × 66 cm                  | RCIN 405951       | Royal Collection                                            | London           |
|         | Femme avec un enfant dans un garde-manger                                            | 1658        | 65 × 60,5 cm                  | SK-A-182          | Rijksmuseum Amsterdam                                       | Amsterdam        |
|         | La Buveuse                                                                           | 1658        | 68,8 × 60 cm                  | RF 1974-29        | musée du Louvre                                             | Paris            |
|         | Intérieur avec cinq soldats                                                          | 1650–1655   | 46,7 × 64,2 cm                |                   | collection particulière                                     | inconnu          |
|         | Femme avec un bébé sur les genoux, et un petit enfant                                | 1658        | 60 × 47 cm                    |                   | collection particulière                                     | inconnu          |
|         | Femme et enfant dans une rue                                                         | 1657–1659   | 76,2 × 62,2 cm                |                   | collection particulière                                     | lost in a fire   |
|         | Deux hommes, femme et enfant dans une cour                                           | 1658–1660   | 68 × 59 cm                    | 1937.1.56         | National Gallery of Art                                     | Washington D.C.  |
|         | Portrait de groupe d'une famille                                                     | 1650–1665   | 112,5 × 97 cm                 | 715               | Académie des beaux-arts de Vienne                           | Vienna           |
|         | Chambre à coucher                                                                    | 1658        | 51,8 × 60,6 cm                | 259               | Staatliche Kunsthalle Karlsruhe                             | Karlsruhe        |
|         | La Chambre                                                                           | 1658–1660   | 51 × 60 cm                    | 1942.9.33         | National Gallery of Art                                     | Washington D.C.  |
|         | Le devoir d'une mère                                                                 | 1658        | 52,5 × 61 cm                  | SA 7516           | Amsterdam Museum Rijksmuseum Amsterdam                      | Amsterdam        |
|         | Cour d'une maison                                                                    | 1658        | 66,5 × 56,5 cm                |                   | Q8038699 collection particulière                            | inconnu          |
|         | La Cour d'une maison à Delft                                                         | 1658        | 73,5 × 60 cm                  | NG835             | National Gallery                                            | London           |
|         | Cour avec un homme fumer et de boire de la femme                                     | 1659        | 78 × 65 cm                    | 835               | Mauritshuis                                                 | The Hague        |
|         | Intérieur avec une femme pesant une pièce en or                                      | 1659–1662   | 61 × 53 cm                    | 1401B             | Gemäldegalerie                                              | Berlin           |
|         | Femme avec un verre de vin et un enfant dans un jardin                               | 1658–1660   | 62 × 58 cm                    |                   | collection particulière                                     | inconnu          |
|         | Deux femmes dans une cour                                                            | 1660–1661   | 73,7 × 62,6 cm                | NG794             | National Gallery                                            | London           |
|         | Femme avec un seau et un balai dans une cour                                         | 1660        | 49,4 × 41 cm                  |                   | Staatliche Kunsthalle Karlsruhe                             | Karlsruhe        |
|         | Un homme et une femme cachés derrière un écran, intérieur avec des joueurs de cartes | 1660        | 88 × 81 cm                    |                   | collection particulière                                     | inconnu          |
|         | La Maîtresse et la Servante au seau                                                  | 1660        | 53 × 42 cm                    | ГЭ-943            | musée de l'Ermitage                                         | St. Petersburg   |
|         | Une femme préparant du pain et du beurre pour un garçon                              | 1660–1663   | 68,6 × 53,3 cm                | 84.PA.47          | J. Paul Getty Museum                                        | Los Angeles      |
|         | La Mère                                                                              | 1661        | 92 × 100 cm                   | 820B              | Gemäldegalerie                                              | Berlin           |
|         | Deux hommes et une jeune femme dans un intérieur                                     | 1660–1664   | 60 × 66 cm                    | GM406             | Germanisches Nationalmuseum                                 | Nuremberg        |
|         | Joyeuse compagnie dans un intérieur                                                  | 1663–1665   | 64,5 × 74,5 cm                | 1620-P            | Museu Nacional de Arte Antiga de Lisbonne                   | Lisbon           |
|         | Intérieur avec un jeune couple et un chien                                           | 1662–1665   | 54,8 × 62,8 cm                | 14.40.613         | Metropolitan Museum of Art                                  | New York City    |
|         | Homme fumant et une jeune femme                                                      | 1660–1663   | 71,5 × 54 cm                  |                   | collection particulière                                     | inconnu          |
|         | Personnages dans une arrière-cour                                                    | 1663        | 61 × 47 cm                    | SA 7517           | Amsterdam Museum Rijksmuseum Amsterdam                      | Amsterdam        |
|         | Portrait d'une famille                                                               | 1663        | 100 × 119 cm                  | 1951.355          | Cleveland Museum of Art                                     | Cleveland        |
|         | Deux femmes et deux enfants                                                          | 1663–1665   | 64 × 76 cm                    | GG 5976           | musée d'histoire de l'art de Vienne                         | Vienna           |
|         | Joueurs de cartes dans un riche intérieur                                            | 1663–1665   | 67 × 77 cm                    | INV 1373          | Département des peintures du Louvre                         | Paris            |
|         | Le Départ pour la promenade                                                          | 1663–1665   | 72 × 85 cm                    | 213               | musée des beaux-arts de Strasbourg                          | Strasbourg       |
|         | La Peleuse de pommes                                                                 | 1663        | 70 × 54 cm                    | P23               | Wallace Collection                                          | London           |
|         | L'Armoire à linge                                                                    | 1663        | 72 × 77,5 cm                  | SA 7336           | Amsterdam Museum Rijksmuseum Amsterdam                      | Amsterdam        |
|         | Un garçon apportant le pain                                                          | 1663        | 74 × 60 cm                    | P27               | Wallace Collection                                          | London           |
|         | Intérieur avec une femme lisant et un enfant                                         | 1662–1666   | 63,3 × 80,4 cm                | LEAMG : A388.1953 | Royal Pump Rooms                                            | Leamington Spa   |
|         | La Chambre du conseil à l'hôtel de ville d'Amsterdam                                 | 1663–1665   | 112,5 × 99 cm                 | 196 (1960.3)      | musée Thyssen-Bornemisza                                    | Madrid           |
|         | Fête musicale dans une salle                                                         | 1664–1666   | 81 × 68,3 cm                  | 1031              | Museum der bildenden Künste                                 | Leipzig          |
|         | Femme lisant une lettre à une fenêtre ouverte                                        | 1664        | 55 × 55 cm                    | 5933              | musée des beaux-arts de Budapest                            | Budapest         |
|         | Joyeuse compagnie dans un intérieur                                                  | ca. 1663–65 | enlarged by 2 cm on all sides | 1975.1.144        | Metropolitan Museum of Art                                  | New York City    |
|         | Les joueurs de quilles dans un jardin                                                | 1663–1666   | 69,8 × 62,2 cm                | 2564              | Waddesdon Manor                                             | Waddesdon        |
|         | Dame à sa toilette, surpris par son amant                                            | c.1665      | 52 × 62 cm                    |                   | Apsley House                                                | London           |
|         | Mère d'un enfant et une femme de chambre                                             | 1665–1668   | 36,5 × 42 cm                  | SA 7518           | Amsterdam Museum                                            | Amsterdam        |
|         | Une femme occupé dans un intérieur                                                   | 1662–1668   | 50 × 38,5 cm                  | PAM 893           | Niedersächsisches Landesmuseum                              | Hannover         |
|         | Homme avec un verre et une femme dans un intérieur                                   | 1665        | 53,5 × 64 cm                  |                   | collection particulière                                     | inconnu          |
|         | Intérieur avec une mère près d'un berceau                                            | 1665        | 54 × 65 cm                    | NM 473            | musée national des beaux-arts (Suède)                       | Stockholm        |
|         | Une femme de placer un enfant dans un berceau                                        | 1663–1667   | 45 × 37 cm                    |                   | collection particulière                                     | inconnu          |
|         | Joyeuse compagnie dans une salle                                                     | 1664–1666   | 72 × 67 cm                    | KMSsp615          | Statens Museum for Kunst                                    | Copenhagen       |
|         | Les joueurs dans un jardin                                                           | 1663–1666   | 66,6 × 73 cm                  |                   | musée d'art de Saint-Louis collection particulière          | inconnu          |
|         | Jeu de quilles (copie)                                                               | 1663–1666   | 74 × 66,3 cm                  | 1950.19           | musée d'art de Cincinnati                                   | Cincinnati       |
|         | Joyeuse compagnie sur une terrasse avec une vue de la Mairie de Amsterdam            | 1667        | 67,7 × 82 cm                  |                   | collection particulière                                     | inconnu          |
|         | Femme avec une cruche et un homme près un lit                                        | 1667        | 61,5 × 52 cm                  | 32.100.15         | Metropolitan Museum of Art                                  | New York City    |
|         | Un homme blessé est traité                                                           | 1667        | 41 × 49 cm                    |                   | collection particulière                                     | inconnu          |
|         | Une femme jouant du cistre pour un couple                                            | 1667–1670   | 70 × 58 cm                    | 1931.395          | Taft Museum of Art                                          | Cincinnati       |
|         | Portrait d'une famille sur une terrasse                                              | 1667        | 66,7 × 76,2 cm                |                   | collection particulière                                     | inconnu          |
|         | Une partie musicale                                                                  | 1667        | 52,1 × 58,7 cm                | RCIN 403028       | Royal Collection                                            | Royal Collection |
|         | Apprendre à un enfant à marcher                                                      | 1668–1672   | 67,5 × 59 cm                  | 1558              | Museum der bildenden Künste                                 | Leipzig          |
|         | Intérieur avec un homme et deux dames conversant                                     | 1668–1670   | 70 × 61,8 cm                  | 1979.465          | Manchester City Art Galleries                               | Manchester       |
|         | Mère et l'Enfant avec un garçon descendant un escalier                               | 1668        | 65 × 55 cm                    |                   | collection particulière                                     | inconnu          |
|         | Intérieur donnant sur l'eau                                                          | 1668        | 56,5 × 47,6 cm                | 33/6              | Michaelis Collection                                        | Capetown         |
|         | Intérieur avec une femme et une fille                                                | 1662–1668   | 55 × 45 cm                    | 195 (1958.7)      | musée Thyssen-Bornemisza                                    | Madrid           |
|         | Femme lisant une lettre et un homme à une fenêtre                                    | 1669        | 57 × 49 cm                    | NM 471            | musée national des beaux-arts (Suède)                       | Stockholm        |
|         | Une femme recevant un homme dans la porte                                            | 1669        | 72,4 × 63,5 cm                |                   | collection particulière                                     | inconnu          |
|         | Homme avec un verre et une femme avec une cruche dans un intérieur                   | 1669        | 51 × 47 cm                    |                   | collection particulière                                     | inconnu          |
|         | Joyeuse compagnie avec un singe sur une terrasse                                     | 1669        | 71 × 85,5 cm                  |                   | collection particulière                                     | England          |
|         | Jeune femme nourrissant un perroquet, avec un homme et une femme                     | 1669–1671   | 52 × 44,5 cm                  |                   | collection particulière Vente Drouot le 21-02-1997          | inconnu          |
|         | Jeune femme dans un intérieur, la réception d'une lettre                             | 1668–1670   | 57 × 53 cm                    | 184               | Kunsthalle de Hambourg                                      | Hamburg          |
|         | Joueurs de cartes à une table                                                        | 1670–1674   | 107,3 × 93,3 cm               |                   | collection particulière                                     | inconnu          |
|         | Intérieur d'une cuisine avec une femme, un enfant et une femme de ménage             | 1668–1672   | 70 × 63,5 cm                  |                   | collection particulière                                     | inconnu          |
|         | Une femme et une femme de ménage dans un intérieur                                   | 1670        | 83 × 72 cm                    | 2500 (OK)         | musée Boijmans Van Beuningen                                | Rotterdam        |
|         | Joueurs de cartes à une table, avec une femme de service                             | 1665–1675   | 68 × 58,5 cm                  | 1975.1.143        | Metropolitan Museum of Art                                  | New York City    |
|         | Joyeuse compagnie avec le trompettiste dans un intérieur                             | 1670        | 99 × 113 cm                   | 7018              | Musées royaux des beaux-arts de Belgique                    | Brussels         |
|         | Un homme et une femme dans un intérieur                                              | 1670        | 73,5 × 62,2 cm                |                   | collection particulière                                     | inconnu          |
|         | Un enfant malade                                                                     | 1670–1680   | 52 × 61 cm                    | Ж-2030            | musée des beaux-arts Pouchkine                              | Moscow           |
|         | Intérieur avec un enfant nourrir un parrot                                           | 1668–1672   | 79,5 × 66 cm                  |                   | collection particulière                                     | inconnu          |
|         | Une société élégante dans un vestibule, avec une vue d'une ville                     | 1665–1684   | 56,5 × 69,4 cm                |                   | collection particulière                                     | inconnu          |
|         | Payer l'hôtesse                                                                      | ca. 1670    | 94,5 × 111,1 cm               | 58.144            | Metropolitan Museum of Art                                  | New York City    |
|         | Une femme avec un canard et une femme avec un chou                                   | 1677–1684   | 63 × 75 cm                    |                   | collection particulière                                     | inconnu          |
|         | Intérieur avec une jeune femme tendant une pièce de monnaie pour une servante        | 1668–1672   | 73 × 66 cm                    |                   | musée d'art du comté de Los Angeles collection particulière | inconnu          |
|         | Famille Jacott-Hoppesack                                                             | 1670        | 97 × 114,5 cm                 | SA 41337          | Amsterdam Museum                                            | Amsterdam        |
|         | Un homme remettant une lettre à une femme dans l'entrée d'une maison                 | 1670        | 68 × 59 cm                    | SA 7515           | Amsterdam Museum Rijksmuseum Amsterdam                      | Amsterdam        |
|         | Deux femmes et un enfant par la cheminée                                             | 1670–1675   | 64 × 77 cm                    | 52.9.45           | North Carolina Museum of Art                                | Raleigh, NC      |
|         | Une femme et enfant avec une femme servant aux asperges                              | 1670–1674   | 71 × 82 cm                    |                   | collection particulière                                     | inconnu          |
|         | Intérieur avec une femme tricotant et une femme de ménage avec une fille             | 1673        | 72,4 × 62,7 cm                |                   | Corporation de la Cité de Londres                           | London           |
|         | Intérieur avec deux femmes, deux enfants et un perroquet                             | 1673        | 76 × 67 cm                    |                   | collection particulière                                     | inconnu          |
|         | Deux femmes et un enfant                                                             | 1673        | 75 × 61 cm                    | Ж-1679            | musée des beaux-arts Pouchkine                              | Moscow           |
|         | Une joyeuse compagnie avec une trompette                                             | 1673–1675   | 85 × 92 cm                    |                   | collection particulière                                     | inconnu          |
|         | Les gens musicale dans un intérieur                                                  | 1672–1676   | 90 × 108 cm                   |                   | collection particulière                                     | London           |
|         | Intérieur avec deux couples d'amoureux                                               | 1673–1675   | 63,5 × 80 cm                  |                   | collection particulière                                     | inconnu          |
|         | Une conversation musicale                                                            | 1674        | 98 × 115 cm                   | 3798.1            | Honolulu Academy of Arts                                    | Honolulu         |
|         | Joyeuse compagnie avec une mandoline et un chien                                     | 1673–1675   | 57 × 65,5 cm                  |                   | Fondation Bemberg                                           | Toulouse         |
|         | Intérieur avec une femme qui allaite un enfant                                       | 1674–1676   | 79,7 × 59,7 cm                | 89.39             | Detroit Institute of Arts                                   | Detroit          |
|         | Une femme avec une femme à jouer du violoncelle                                      | 1675        | 67 × 52 cm                    |                   | collection particulière                                     | inconnu          |
|         | Le vendeur asperges                                                                  | 1675–1680   | 76,2 × 104 cm                 | 82.46             | Minneapolis Institute of Arts                               | Minneapolis      |
|         | Intérieur avec deux hommes et une femme près d'un feu                                | 1675–1680   | 43,7 × 52,7 cm                |                   | collection particulière                                     | inconnu          |
|         | Couple avec perroquet                                                                | 1675        | 73 × 62 cm                    | WRM 3218          | Wallraf-Richartz Museum                                     | Cologne          |
|         | Partie                                                                               | 1675        | 81,8 × 98,9 cm                | W1912-1-7         | Philadelphia Museum of Art                                  | Philadelphia     |
|         | Une mère avec deux enfants et une femme de chambre avec un seau par une cheminée     | 1675–1680   | 83,8 × 81,6 cm                |                   | collection particulière                                     | inconnu          |
|         | Une femme au foyer ordonne sa femme de chambre                                       | 1674–1676   | 91,5 × 83 cm                  | KMSsp614          | Statens Museum for Kunst                                    | Copenhagen       |
|         | Une dame et un enfant avec une servante                                              |             | 86,2 × 79,7 cm                | 501               | Philadelphia Museum of Art                                  |                  |
|         | Compagnie musicale dans un intérieur                                                 | c.1675      | 104 × 135 cm                  |                   | Apsley House                                                | London           |
|         | Société musicale dans un intérieur distingué                                         | 1675        | 92,7 × 109,8 cm               | 67.21             | musée d'art d'Indianapolis                                  | Indianapolis     |
|         | Homme lisant la lettre à une femme                                                   | 1674–1676   | 69,9 × 77 cm                  |                   | George Kremer                                               | inconnu          |
|         | Joyeuse compagnie avec cinq gens                                                     | 1674–1677   | 92 × 105,5 cm                 | KMSsp614          | Statens Museum for Kunst                                    | Copenhagen       |
|         | La cruche vide                                                                       | 1675–1680   | 54,5 × 64,7 cm                | 872130            | Saltram House                                               | Plympton         |
|         | Femme plume un canard                                                                | 1675        | 54 × 64,5 cm                  | MNG/SD/360/M      | Nationalmuseum (Danzig)                                     | Gdansk           |
|         | Deux femmes et un enfant avec une poule dans un intérieur                            | 1675        | 56,2 × 65,8 cm                | 1925.117          | Worcester Art Museum                                        | Worcester, MA    |
|         | Joyeuse compagnie dans un intérieur distingué                                        | 1675–1677   | 73 × 62 cm                    | Corcoran 26.103   | National Gallery of Art                                     | Washington D.C.  |
|         | Un homme avec un livre et deux femmes                                                | 1676        | 63,5 × 75 cm                  | B102              | Gemäldegalerie                                              | Berlin           |
|         | Une femme de payer une fille et une femme balayant                                   | 1675–1680   | 59 × 66 cm                    |                   | collection particulière                                     | inconnu          |
|         | Société élégante avec une femme au virginal                                          | 1675–1680   | 92,5 × 115 cm                 |                   | collection particulière                                     | inconnu          |
|         | Scène taverne avec un fumeur                                                         | 1675–1680   | 51 × 64 cm                    | NM 472            | musée national des beaux-arts (Suède)                       | Stockholm        |
|         | Parti musicale dans une cour                                                         | 1677        | 83,5 × 68,5 cm                | NG3047            | National Gallery                                            | London           |
|         | Une femme tenant un verre à vin dans une porte                                       | 1675–1680   | 40 × 31,6 cm                  |                   | collection particulière                                     | inconnu          |
|         | Un médecin et une femme malade                                                       | 1675–1680   | 65 × 56 cm                    |                   | collection particulière                                     | inconnu          |
|         | Une femme avec un bébé sur ses genoux et une servante                                | 1675–1680   | 51,8 × 60,7 cm                |                   | collection particulière                                     | inconnu          |
|         | Une Femme jouant du luth avec d'autres figures                                       | 1677        | 67 × 57 cm                    |                   | collection particulière                                     | inconnu          |
|         | Une partie musicale avec trois figures et une servante                               | 1677–1680   | 64,5 × 73,6 cm                |                   | collection particulière                                     | inconnu          |
|         | Une femme avec un luth et un homme avec un violon                                    | 1677–1684   | 66 × 59 cm                    |                   | collection particulière                                     | inconnu          |
|         | En dehors de l'auberge                                                               | 1677–1680   | 84,5 × 69,5 cm                | KMS1641           | Statens Museum for Kunst                                    | Copenhagen       |
|         | Une femme cousant avec une servante et un enfant                                     | 1680        | 67,5 × 58 cm                  |                   | collection particulière                                     | inconnu          |
|         | Un couple musicale avec une servante                                                 | 1680        | 65 × 53 cm                    | 815               | musée de l'Ermitage                                         | St. Petersburg   |
|         | Deux femmes et un homme avec un chien                                                | 1680–1684   | 74 × 84 cm                    | 347               | musée Granet                                                | Aix-en-Provence  |
|         | Couple élégant jouer de la musique sur une terrasse, avec une servante               | 1680        | 51,2 × 62,2 cm                |                   | collection particulière                                     | inconnu          |
|         | Jeune femme et sa servante                                                           | 1680        | 65 × 55 cm                    | P304              | palais des beaux-arts de Lille                              | Lille            |
|         | les gens dans un intérieur et une femme de nourrir un perroquet                      | 1680–1684   | 67 × 56 cm                    |                   | collection particulière                                     | inconnu          |
|         | Un trio de musique dans un intérieur                                                 | 1680        | 58,4 × 45,4 cm                |                   | collection particulière                                     | inconnu          |
|         | Une femme assise à une fenêtre et un enfant dans une porte                           | 1680        | 54,1 × 67,2 cm                |                   | collection particulière                                     | inconnu          |
|         | Intérieur d'une maison hollandaise                                                   | 1680        | 57,5 × 69,8 cm                | 03.607            | musée des beaux-arts de Boston                              | Boston           |
|         | Femme jouant de la virginale avec un homme et deux chiens dansant                    | 1680–1684   | 50 × 42,5 cm                  |                   | collection particulière                                     | inconnu          |
|         | Société dans un intérieur mangeant des huîtres                                       | 1681        | 60,3 × 52 cm                  | (CTB.1995.2)      | musée Thyssen-Bornemisza                                    | Madrid           |
|         | Une femme à genoux avec une société musicale                                         | 1680–1684   | 68 × 82,5 cm                  |                   | collection particulière                                     | inconnu          |
|         | Une société musicale de quatre figures avec un garçon                                | 1680–1684   | 65 × 75 cm                    |                   | Berkshire Museum                                            | Pittsfield, MA   |
|         | Deux femmes et un homme au lit                                                       | 1680–1684   | 70 × 82 cm                    |                   | collection particulière                                     | inconnu          |
|         | Une société musicale de quatre figures                                               | 1684        | 72 × 84 cm                    |                   | collection particulière                                     | inconnu          |
|         | Une femme à genoux avec gens lors d'une table                                        | 1680–1684   | 67,3 × 83,8 cm                |                   | collection particulière                                     | inconnu          |
|         | Une femme tenant beurre d'une plaque tenue par une petite fille                      | 1680–1684   | 93 × 82 cm                    |                   | collection particulière                                     | inconnu          |
|         | Une dame et un homme faire de la musique avec deux chiens dansant                    | 1680–1684   | 62,2 × 53,3 cm                |                   | collection particulière                                     | inconnu          |
|         | Homme avec une lettre et une femme de nourrir un oiseau                              | 1680–1684   | 57,5 × 50,8 cm                |                   | collection particulière                                     | inconnu          |
|         | Une femme debout devant un homme assis à une table                                   | 1683        | 43 × 38 cm                    |                   | collection particulière                                     | inconnu          |
|         | Portrait d'un homme et d'une femme inconnue                                          | 1684        | 109,3 × 127,5 cm              |                   | collection particulière                                     | inconnu          |
|         | Une société musicale de trois figures                                                | 1684        | 53,3 × 62,8 cm                |                   | collection particulière                                     | inconnu          |